# Château du Resto (Moustoir-Ac)
Le Château du Resto est un château de Moustoir-Ac, dans le Morbihan. 

## Localisation
Le château est situé au lieu-dit Le Resto, à environ 1,3 km à vol d'oiseau à l'ouest du centre-bourg de Moustoir-Ac. Le dolmen de Kermorvant est situé à 400 m à l'ouest du château tandis que le dolmen du Resto est situé à 450 m à vol d'oiseau au sud du château.

## Histoire
Le château du Resto n'est connu qu'à partir de la réformation de 1427. Il appartient alors à Jehan Philippe. Le château avait été construit quelques années auparavant et la famille Philippe y logeait. La seigneurie du Resto avait un droit de moyenne et basse justice avec prééminence, banc et enfeus dans le chœur de l'église paroissiale, l'église Sainte-Barbe. Le fils de Philippe, Jehan, hérite du château car il lui appartient à la réformation de 1536. Puis c'est au tour d'Alain Philippe, seigneur du Resto et sénéchal du Quenhouët. Au tout début du XVIIe siècle, la seigneurie échoit à Perronelle Philippe, l'épouse de François de La Tour, seigneur de Kergouvello. Celui-ci décède et peu de temps après, Perronelle Philippe épouse le 16 août 1624 François Grignart de Champsavoy, seigneur de Chamsavoy et de la Motte Cramou. Leur fils aîné, Guy, est baptisé au Resto le 14 février 1627. Il hérite de la seigneurie au décès de ses parents, après 1640. Son fils, Guy-Henri, épouse le 31 octobre 1686 Mathurine Sébastienne de Bégasson. Puis le fils de Guy-Henri, René-Henri, se marie le 24 février 1716 à Marie-Judith de La Musse-Bruslon, propriétaire du château de la Petite Musse à Baulon. Ce château devient alors la résidence principale de la famille Grignart de Champsavoy.  
Au milieu du XVIIIe siècle, le château du Resto possède de nombreuses appartenances et dépendances : maison, chapelle, granges, écuries, colombier, verger, futaie, rabine, avenue, garennes, étangs, viviers, prés et prairies, landes. Le château du Resto possède plusieurs parcs dont un de sept hectares. Il possède également de nombreuses métairies, de trois moulins à eau et d'un moulin à vent et de nombreux vassaux à Moustoir-Ac et Bignan.

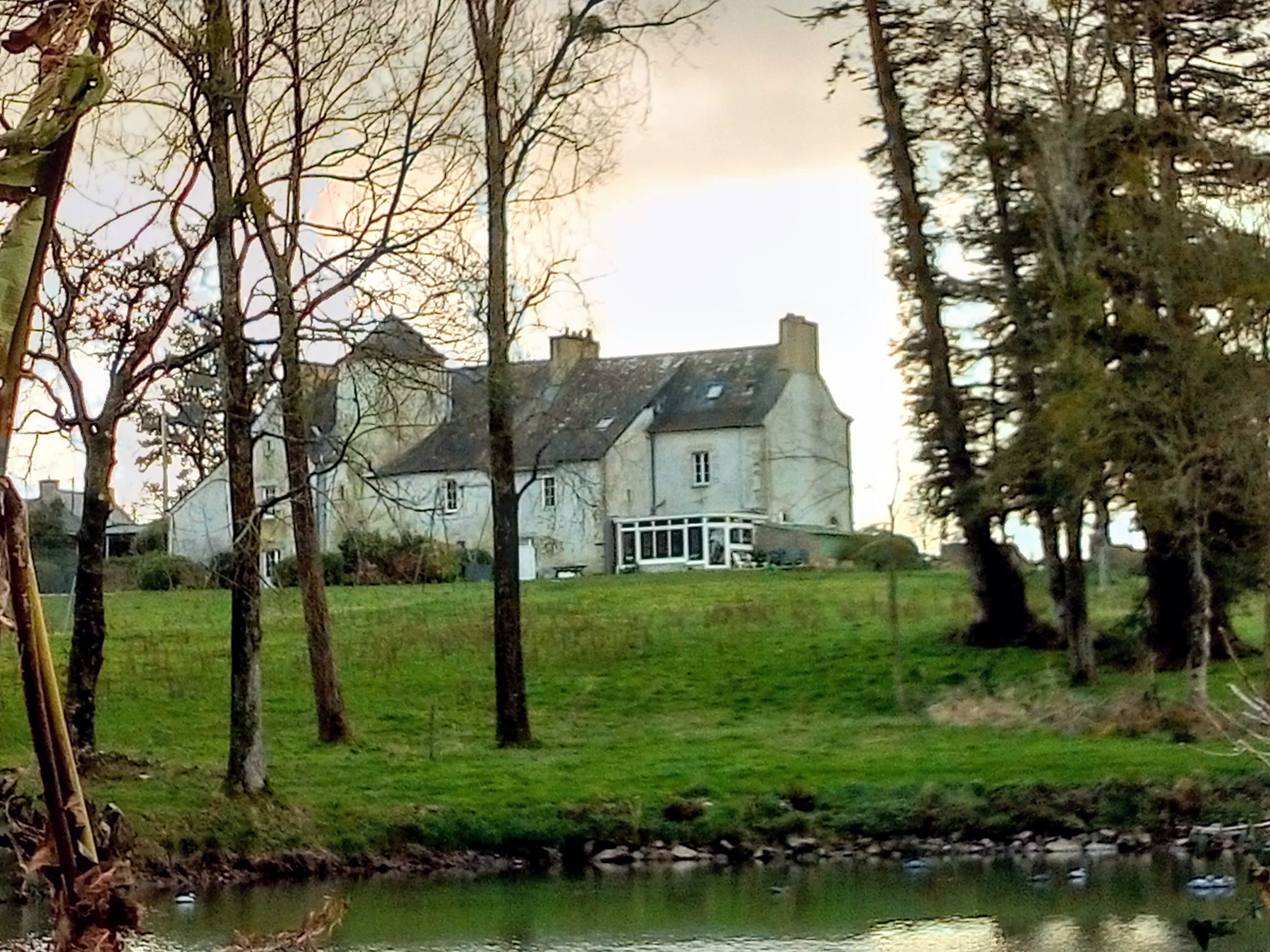
Le château avec l'étang en avant plan.

A la Révolution, le propriétaire du fief du Resto, Joseph-Marie Grignart, doit émigrer. Il met le château sous séquestre en 1789 et le loue un temps à François Jégat. Puis, il le met aux enchères le 24 février 1798. Le château est acheté par Ambroise Caradec,, avocat.[réf. souhaitée] Il n'achète des biens nationaux que pour les restituer à leurs légitimes propriétaires lorsqu'ils le peuvent. Ainsi, Caradec, restaure le château en 1800 et le revend le 17 novembre 1802 à Joseph-Marie Grignart de Champsavoy. Le château revient ensuite à sa fille, Rosalie-Cécile qui est marié à Claude de La Touche-Limouzinière qui meurt le 1er décembre 1837 au Resto. Leur fille aînée, Angélique, se marie le 20 juin 1838 à Casimir François Amat de La Fruglaye qui devient le nouveau propriétaire du domaine. C'est un passionné d'archéologies qui entreprendra de nombreuses fouilles sur le territoire de Moustoir-Ac et qui révélera de nombreux sites tel le dolmen du Resto, des restes de villae et d'un camp romain. Angélique et de la Fruglaye font des travaux au château et à ses dépendances. Lorsque Angélique décède le 1er janvier 1871, leur fille aînée, Marie-Henriette, et leur fille la plus jeune, Claude-Louise, héritent du château et de ses métairies. En 1879, Marie-Henriette entreprend d'importants travaux sur le château et sur son domaine.  
À la suite de deux jugements de conversion de saisie rendus à la requête des créanciers du comte et mise aux enchères, Louis Joseph Mathurin de Castellan est déclaré adjudicataire du château le 25 mai 1888 ou en 1884. Il fait construire une petite ferme et une petite métairie sur le domaine. Les 86 hectares du domaine sont mises en vente au décès de Louis de Castellan. Ils sont vendus le 25 mai 1892 ou en 1898 à la famille Sioc'han de Kersabiec par l'intermédiaire de Dulcibella Louise Astley, la veuve de François Xavier Sioc'han de Kersabiec. Son fils, Henri-Édouard vicomte Sioc'han de Kersabiec, hérite du domaine le 27 mars 1910. Il est marié à Marie-Marguerite Ayrault de Saint-Hénis dont il a six enfants, trois garçons et trois filles qui leur succéderont.  
En 1957, la famille de Kersabiec restaurent le château. Puis, ils le quittent en 1961 et reviendront s'installer en 1969. Pendant ce temps, en 1963, des opérations de remembrement sont effectués. Aujourd'hui, le domaine du château du Resto est toujours propriété de la famille Sioc'han de Kersabiec qui y habitent encore.   
Le château du Resto a influencé la commune de Moustoir-Ac puisque trois propriétaires du domaine auront été maire de la commune. D'abord Casimir de La Fruglaye de 1880 à 1887, puis Henri de Kersabiec de 1929 à 1945 et Sylvie de Kersabiec de 1971 à 1995.   

## Architecture

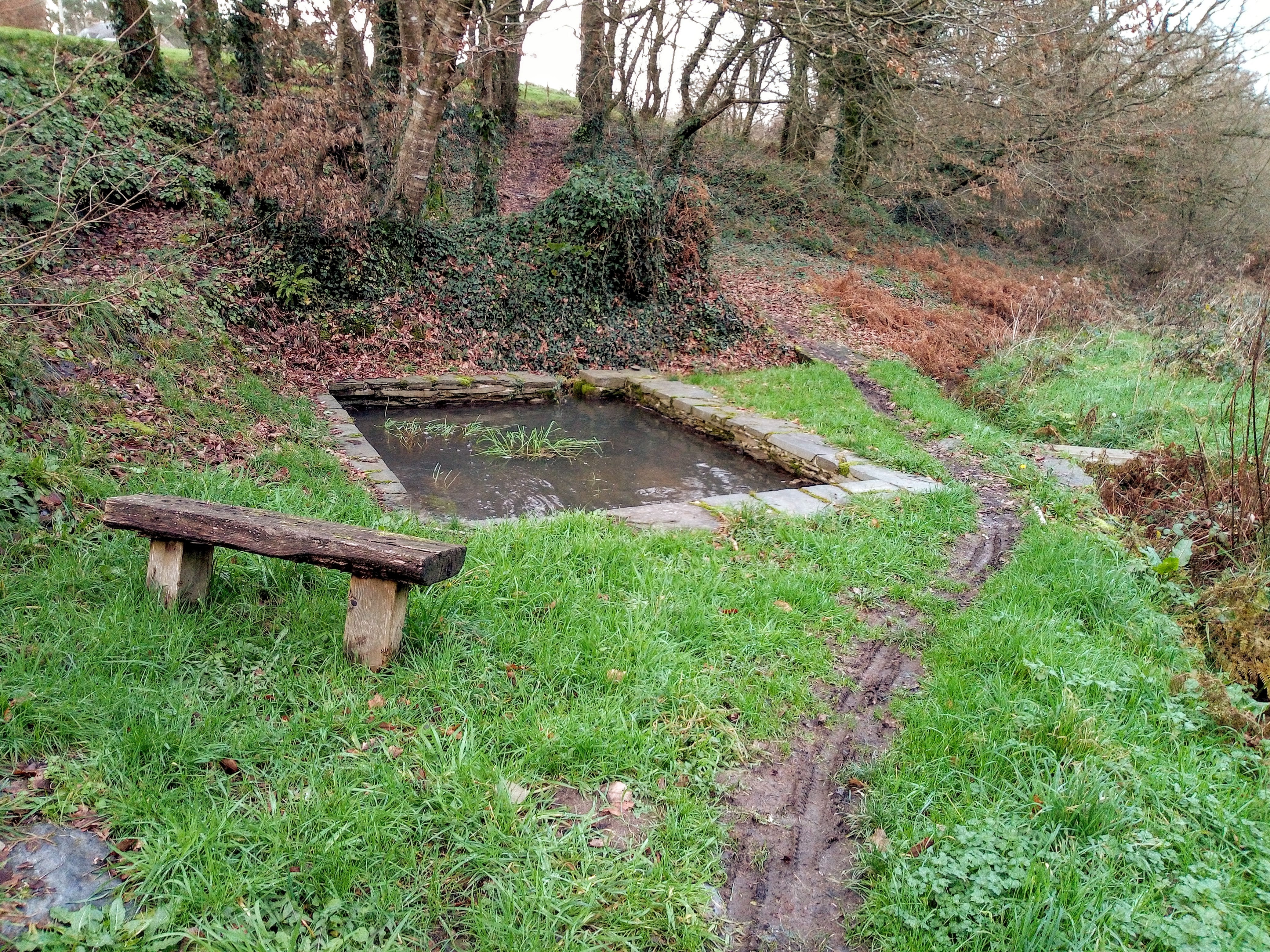
Le lavoir de Parc er Mercer

Le château affecte un plan rectangulaire, d'environ 35 × 14 m et possède deux étages. L'arrière du château possède une tourelle. La famille de Kersabiec a aménagé des chambres d'hôtes. Le château est accessible par un chemin privé. En 1892, le domaine fait 86 hectares. Un étang se trouve dans le domaine. Il alimente le lavoir de Parc er Mercer, situé tout près. Les enfants de la famille Sioc'han de Kersabiec l'utilisaient pour se baigner.